# Theo Bos (Fußballspieler)
Theo Bos (* 5. Oktober 1965 in Nijmegen; † 28. Februar 2013 in Elst) war ein niederländischer Fußballspieler und -trainer. Wegen seiner jahrelangen Treue zu Vitesse Arnheim, sowohl als Spieler wie als Trainer, wurde er als «Mister Vitesse» bekannt.

## Leben

### Spielerkarriere
Theo Bos spielte seine ganze Karriere bei Vitesse Arnheim. Sein Debüt gab er am 31. August 1983 gegen den FC Wageningen (3:0 für Vitesse), sein letztes Ligaspiel war am 25. März 1998 gegen NAC Breda (4:1 für Vitesse). In den fünfzehn Jahren seiner Profilaufbahn spielte Bos sechs Jahre in der Eerste Divisie und neun Jahre in der Eredivisie. Während er in seinem ersten Jahre 1983/84 zu nur einem Ligaeinsatz in der zweiten niederländischen Liga kam, war er ab Sommer 1985 bis Sommer 1996 stetig Stammspieler und Leistungsträger und absolvierte nie weniger als 27 Begegnungen pro Spielzeit. Erst in seinen letzten beiden Jahren als Profi war Bos vermehrt in der Zuschauerrolle. Seinen größten Erfolg mit Arnheim feierte der Defensivspieler 1988/89, als er Platz eins in der Eerste Divisie erspielte und aufstieg. Gleich im ersten Jahr nach dem Aufstieg wurde Bos mit seinem Klub Vierter, das beste Ligaergebnis Arnheims in der Geschichte seit Bestehen der Eredivisie. Damit qualifizierte man sich erstmals für den UEFA-Pokal. Im selben Jahr scheiterte man im Finale um den KNVB-Pokal an PSV Eindhoven. In seinem letzten Profijahr wurden die Schwarz-Gelben Dritter in der Liga. Damit verabschiedete sich Bos von seiner aktiven Spielerkarriere.
Zusammen mit seinem ehemaligen Teamkameraden Edward Sturing gab Bos am 27. Januar 1999 sein Abschiedsspiel im UEFA-Cup gegen den deutschen Vertreter FC Schalke 04.
Nach Ablauf der Saison 1989/90 wurde Theo Bos von den Anhängern des Klubs zum besten Spieler der Mannschaft gewählt. Damit erhielt er als erster Vitesse-Kicker diese Auszeichnung, die erst 1990 ins Leben gerufen wurde. Im Folgejahr wurde er durch René Eijer beerbt. Weitere bekannte Träger dieses Titels waren Phillip Cocu und Dejan Stefanović.

### Trainerkarriere
Bos erster Job als Trainer war bei seinem Heimatverein Vitesse Arnheim, wo er als Jugendtrainer der A- und B-Jugend aktiv war. Zwischenzeitlich arbeitet er auch als Co-Trainer von Ronald Koeman, Mike Snoei und Edward Sturing.
Im Sommer 2005 verließ „Mister Vitesse“ den Club und ging zu FC Den Bosch, wo er das Interimstrainertrio Jan van Grinsve, Fred van der Hoorn und Wim van der Horst ablöste, um den Wiederaufstieg in die höchste niederländische Spielklasse zu schaffen. Im ersten Jahr in der Eerste Divisie führte er das Team auf Rang sieben, im Folgejahr auf Platz fünf. Erst 2008/09 führte er den FCDB in die Play-offs für die Eredivisie. Nach einem 1:0-Sieg gegen den FC Zwolle, folgten zwei Niederlagen und somit verpasste man die Final-Relegations-Partie gegen De Graafschap. Im Laufe der Saison 2008/09, zur Winterpause, kehrte er nach schlechten Ergebnissen von Hans Westerhof zu Vitesse zurück. Sein Trainerdebüt für den Klub, für den er fünfzehn Jahre als Profi aktiv war, gab Bos am 18. Spieltag, dem 17. Januar 2009, im Auswärtsspiel gegen den FC Twente Enschede. Die Partie ging 1:2 verloren. Schließlich sicherte er den Schwarz-Gelben den Klassenerhalt. Für die neue Saison stieg ein neuer Investor bei Vitesse ein und gab Bos die Möglichkeit neue Spieler wie Guram Kaschia, Slobodan Rajković, Ismaïl Aissati, Nemanja Matić, Nacer Barazite und Marcus Pedersen zu verpflichten, um die Mannschaft konkurrenzfähig für den Titelkampf zu machen. Nach einem schlechten Start in die neue Spielzeit wurde Bos nach dem 9. Spieltag und bis dahin nur zwei erreichten Siegen von den Vitesse-Verantwortlichen gekündigt. Anfang 2011 wurde Bos Trainer von Polonia Warschau, doch schon nach zwei Monaten wurde er aufgrund der schlechten Ergebnisse wieder entlassen. Zur Saison 2011/12 übernahm er das Cheftraineramt beim FC Dordrecht, das er aufgrund seiner fortschreitenden Krankheit im Juli 2012 niederlegte.

### Tod
Im Dezember 2011 wurde bei Theo Bos Bauchspeicheldrüsenkrebs diagnostiziert. Am 28. Februar 2013 verstarb Theo Bos in Elst im Gelderland, er hinterließ seine Frau und drei Kinder.

## Erfolge als Spieler
- Gewinn der Eerste Divisie mit Vitesse Arnheim: 1989
- Finalteilnehmer KNVB-Pokal mit Vitesse Arnheim: 1990
- Auszeichnung zum Vitesse-Spieler des Jahres: 1990